# Loren T. Stuckenbruck
Loren T. Stuckenbruck (* 1960 in Tübingen) ist ein Neutestamentler. 

## Leben
Von 1977 bis 1981 studierte er Bibelwissenschaft und Griechisch am Milligan College (B.A.); 1981–1982 Spezialsprachstudium an der Butler University; 1982–1986 Master of Divinity am Princeton Theological Seminary; nach zwei Jahren in Tübingen und Heidelberg als Fulbright-Stipendiat (1986–1988) promovierte er zum Ph.D. am Princeton Theological Seminary (1988–1992; verliehen 1994). Er lehrte an der Universität Kiel 1992–1994 (wissenschaftlicher Angestellter, wissenschaftlicher Assistent), Dann Dozent (1994–1999), Lektor (1999–2003) und BF Westcott-Lehrstuhl für Bibelwissenschaft (2003–2009) an der Durham University. Kam an die LMU, nachdem er Richard Dearborn Professor für Neues Testament am Princeton Theological Seminary (2009–2012) war. Darüber hinaus hat er Honorarprofessuren an der Durham University (seit Januar 2010) und der Universität Aarhus (seit April 2011) und war Lady Davis Visiting Professor an der Hebrew University of Jerusalem (Frühjahr 2012).
Er ist Mitglied der Christian Church (Disciples of Christ) und wurde 1982 in den Christian Churches 1982 ordiniert.
Seine Forschungsschwerpunkte sind Schriftrollen vom Toten Meer und verwandte Literatur aus der Zeit des Zweiten Tempels, die neutestamentliche Theologie, insbesondere die theologische Anthropologie, das Problem des Bösen, das „apokalyptische“ Denken und das Verständnis Gottes und das Studium aramäischer, hebräischer, griechischer und klassischer äthiopischer Texte zur Zeit des Zweiten Tempels.

## Schriften (Auswahl)
- Angel Veneration and Christology. A study in early judaism and in the christology of the Apocalypse of John. Tübingen 1995, ISBN 3-16-146303-X.
- The Book of Giants from Qumran. Tübingen 1997, ISBN 3-16-146720-5.
- 1 Enoch 91-108. Berlin 2007, ISBN 3-11-019119-9.
- The Myth of Rebellious Angels. Studies in Second Temple Judaism and the New Testament. Tübingen 2014, ISBN 3-16-153024-1.